# Тодд, Гарфилд
Сэр Реджинальд Стивен Гарфилд Тодд (англ. Sir Reginald Stephen Garfield Todd; 13 июля 1908, Инверкаргилл — 13 октября 2002, Булавайо) — родезийский и зимбабвийский политик, пятый премьер-министр Южной Родезии в 1953—1958 годах. Проводил умеренные реформы, расширяющие права коренного африканского населения. Был противником режима белого меньшинства Яна Смита и авторитарного правления Роберта Мугабе. Известен также как миссионер-конгрегационалист.

## Миссионер
Родился в Новой Зеландии в семье шотландского происхождения. В молодости работал на кирпичном заводе, принадлежавшем его отцу. Учился в теологическом колледже.
Гарфилд Тодд исповедовал конгрегационалистский толк протестантизма. В Южную Родезию Гарфилд Тодд приехал в 1934 году в качестве миссионера. Основал протестантскую миссия Дадайя, включавшую школу и больницу для африканцев (среди учеников и преподавателей миссии были Роберт Мугабе и Ндабанинги Ситоле). С 1955 по 1960 год Гарфилд Тодд был вице-председателем международного протестантского объединения Всемирная конвенция церквей Христа.

## Премьер-министр
В 1948 году Гарфилд Тодд занялся политической деятельностью. Был избран в Законодательное собрание от Объединённой родезийской партии (URP). Был единственным крупным белым политическим деятелем, стремившимся к расширению прав африканцев — снижению избирательного ценза, улучшению системы образования. При этом негативно относился к самостоятельным политическим выступлениям коренного населения.
В 1953 году Гарфилд Тодд занял пост премьер-министра Южной Родезии. Провёл некоторые умеренные реформы: повысил ассигнования на школы для африканцев, ввёл единые стандарты обращения к белым и чернокожим, несколько снизил избирательный ценз, разрешил создание многорасовых профсоюзов.
Политический курс Тодда не нашёл поддержки в правящей белой общины. В 1957 году он и его единомышленники вышли из URP и создали Объединённую федеральную партию. В 1958 году Тодда сменил на посту премьер-министра более консервативный политик Эдгар Уайтхед. Гарфилд Тодд попытался основать новую Центральную африканскую партию, но не достиг успеха.

## Оппозиционер

### В Родезии
Гарфилд Тодд был категорическим противником Родезийского фронта и правительства Яна Смита. Он осудил Декларацию односторонней независимости 1965 года, призывал Великобританию и США проводить политику жёстких санкций в отношении Родезии. Консультировал Джошуа Нкомо, высказывался в поддержку Роберта Мугабе.
Дважды Гарфилд Тодд подвергался аресту со стороны родезийских властей. После освобождения находился на своей ферме фактически на положении поднадзорного.

### В Зимбабве
В 1980 году была провозглашена независимость Зимбабве. К власти пришёл Роберт Мугабе и его партия ЗАНУ. Первоначально Гарфилд Тодд поддерживал новый режим. В 1980—1985 годах он был членом Сената Зимбабве.
Однако со второй половины 1980-х годов Тодд стал выступать против диктаторских тенденций и политического насилия Мугабе. Он резко критиковал власти за разрушение экономики, нарушения конституции, пытки и унижения, призывал сопротивляться новому террору так же, как и старому расизму. Незадолго до кончины он был лишён зимбабвийского гражданства.
В 1986 году по представлению новозеландского правительства Дэвида Лонги королева Великобритании Елизавета II возвела Гарфилда Тодда в рыцарское достоинство. С тех пор он именовался сэр Гарфилд Тодд.
Скончался Гарфилд Тодд в возрасте 94 лет.
Советский африканист Тамара Краснопевцева ставит Гарфилда Тодда в один ряд с такими защитниками прав чернокожих, как нобелевский лауреат Дорис Лессинг и миссионер Шарль Артур Крипс.

## Семья
Гарфилд Тодд был женат, имел трёх дочерей. Его дочь Джудит Тодд — политическая единомышленница отца, была его соратницей в политической борьбе, также подвергалась репрессиям.